# 電解質不平衡
电解质在生物體的自平衡維持上相當的重要。电解质可調節心臓及神經機能、輸送氧氣、維持體液平衡及酸鹼平衡等。电解质的不平衡可能因為以下原因而產生：過度攝取、特定電解質的消耗量下降、特定電解質的攝取不足或是過度消耗。
不平衡時影響最大的電解質是钠、钾或钙。其他電解質的不平衡較不常見，就算有出現，也是伴隨著上述的主要電解質變化。慢性的泻药濫用或是嚴重腹瀉或呕吐（腸胃炎）可能會伴隨著電解質不平衡以及脱水。若有貪食症或神经性厌食症的人有電解質不平衡的風險特別的高。

## 電解質的一般功能
電解質在生物體中很重要，因為是細胞（特別是神經、心臟及肌肉細胞）利用電解質維持細胞膜電壓。電解質有許多功能，其中之一就是傳遞電脈衝（神經脈衝、肌肉收縮）到其他細胞。腎臟會維持血液中的電解質濃度維持定值。在劇烈運動後，電解質中的鈉和鉀會流失，而腎臟會稀釋尿液，減少鈉的流失，使體液中的電解質濃度維持一定值。低血鈉症是最常見的電解質不平衡。